# Ljapunow-Bedingung
Die Ljapunow-Bedingung ist in der Stochastik ein Kriterium an eine Folge von Zufallsvariablen. Sie ist neben der allgemeineren Lindeberg-Bedingung eine der beiden klassischen hinreichenden Voraussetzungen für die Konvergenz in Verteilung der Folge gegen die Standardnormalverteilung und gehört somit in den Themenbereich der zentralen Grenzwertsätze. Sie kann auch für Schemata von Zufallsvariablen formuliert werden und geht auf den russischen Mathematiker Alexander Michailowitsch Ljapunow zurück. 

## Formulierung für Folgen von Zufallsvariablen
Seien {\displaystyle (X_{i})_{i\in \mathbb {N} }} eine Folge von stochastisch unabhängigen Zufallsvariablen mit 
{\displaystyle \;a_{i}:=\operatorname {E} [X_{i}]} und {\displaystyle 0<\operatorname {Var} (X_{i})<\infty } für alle {\displaystyle i\in \mathbb {N} }.
Dabei können die Zufallsvariablen auch unterschiedliche Verteilungen besitzen. Zudem bezeichne 
{\displaystyle S_{n}=\sum _{i=1}^{n}\operatorname {Var} (X_{i})}
die Summe der Varianzen der {\displaystyle (X_{i})_{i}}.
Die Folge der Zufallsvariablen genügt der Ljapunow-Bedingung nun genau dann, wenn ein {\displaystyle \delta >0} existiert, so dass
{\displaystyle \lim _{n\rightarrow \infty }{\frac {1}{S_{n}^{1+\delta /2}}}\sum _{i=1}^{n}E\left[|X_{i}-a_{i}|^{2+\delta }\right]=0}
gilt.

## Formulierung für Schemata von Zufallsvariablen
Gegeben sei ein unabhängiges zentriertes Schema von Zufallsvariablen {\displaystyle (X_{n,l})}, bei dem jede Zufallsvariable {\displaystyle X_{n,l}} quadratintegrierbar ist und seien
{\displaystyle S_{n}:=\sum _{l=1}^{k_{n}}X_{n,l}}
die Summen über die zweiten Indizes. Das Schema erfüllt nun die Ljapunow-Bedingung, wenn ein {\displaystyle \delta >0} existiert, so dass
{\displaystyle \lim _{n\to \infty }{\frac {1}{\operatorname {Var} (S_{n})^{1+\delta /2}}}\sum _{l=1}^{k_{n}}\operatorname {E} (|X_{n,l}|^{2+\delta })=0}
ist.

## Beziehung zur Lindeberg-Bedingung
Die Ljapunow-Bedingung  impliziert immer die Lindeberg-Bedingung, der Umkehrschluss gilt aber im Allgemeinen nicht. Daher wird sie häufiger in der Literatur behandelt.

## Satz von Ljapunow
Die Aussage, dass die Ljapunow-Bedingung hinreichend ist für die Konvergenz in Verteilung gegen die Standardnormalverteilung, wird in der Literatur als Satz von Ljapunow oder Zentraler Grenzwertsatz von Ljapunow bezeichnet. Vollständig formuliert lautet er:
Genügt eine Folge {\displaystyle (X_{n})_{n\in \mathbb {N} }} von stochastisch unabhängigen reellwertigen Zufallsvariablen mit endlichen zweiten Momenten der Ljapunow-Bedingung, so konvergiert die reskalierte Folge der zentrierten Zufallsvariablen in Verteilung gegen die Standardnormalverteilung:
{\displaystyle \lim _{n\rightarrow \infty }{\frac {\sum _{i=1}^{n}(X_{i}-\operatorname {E} (X_{i}))}{\sqrt {\sum _{i=1}^{n}\operatorname {Var} (X_{i})}}}\;{\overset {d}{\longrightarrow }}\;{\mathcal {N}}(0,1)}
Er wurde 1901 von Alexander Michailowitsch Ljapunow gezeigt und 1922 Jarl Waldemar Lindeberg durch das Lindeberg-Theorem, welches auf die Lindeberg-Bedingung zurückgreift, verallgemeinert.